# Tre Valli Varesine 1941
La Tre Valli Varesine 1941, ventitreesima edizione della corsa, si svolse il 31 agosto 1941 su un percorso di 243 km con partenza e arrivo a Varese. Organizzata dalla S.C. Alfredo Binda e dal quotidiano Cronaca prealpina, fu vinta dall'italiano Fausto Coppi, che completò il percorso in 6h44'19" precedendo per distacco i connazionali Olimpio Bizzi e Gino Bartali. Conclusero la prova 18 dei 55 ciclisti al via.

## Percorso
Dopo la partenza da Viale 28 ottobre a Varese, nella prima parte la corsa attraversò nell'ordine Albizzate, Gallarate (km 19,5), Sesto Calende, Angera (km 45), Besozzo, Laveno, Germignaga (km 83), Rancio, Brinzio (con la relativa salita) e di nuovo Varese (km 109). Da qui si avviò per transitare da Olgiate Comasco, Villa Guardia, Como (km 138), Maslianico, Ponte Chiasso (km 147), San Fermo della Battaglia, Parè, di nuovo Olgiate Comasco, Folla di Malnate, Cantello, Viggiù (km 181), Porto Ceresio (km 188,5), Ponte Tresa (km 199), Marchirolo, Ghirla (km 206,5), Grantola, Cittiglio (km 224,5) e Gavirate. L'arrivo fu posto allo Stadio del Littorio a Masnago di Varese dopo 243 km di corsa.

## Ordine d'arrivo (Top 10)
| Pos. | Corridore         | Squadra   | Tempo    |
| ---- | ----------------- | --------- | -------- |
| 1    | Fausto Coppi      | Legnano   | 6h44'19" |
| 2    | Olimpio Bizzi     | Bianchi   | a 3'07"  |
| 3    | Gino Bartali      | Legnano   | s.t.     |
| 4    | Severino Canavesi | Gloria    | s.t.     |
| 5    | Mario Vicini      | Bianchi   | s.t.     |
| 6    | Osvaldo Bailo     | Viscontea | s.t.     |
| 7    | Glauco Servadei   | Bianchi   | a 4'58"  |
| 8    | Enrico Mollo      | Olympia   | s.t.     |
| 9    | Aimone Landi      | Viscontea | s.t.     |
| 10   | Primo Volpi       | Legnano   | s.t.     |